# David Pavelka
David Pavelka, född 18 maj 1991, är en tjeckisk fotbollsspelare som spelar för Sparta Prag B. Han representerar även det tjeckiska landslaget.

## Klubbkarriär
Den 6 oktober 2020 blev Pavelka klar för en återkomst i Sparta Prag, där han skrev på ett kontrakt till sommaren 2023. I januari 2025 flyttades Pavelka till klubbens B-lag.

## Landslagskarriär
Pavelka debuterade för Tjeckiens landslag den 3 september 2015 i en 2–1-vinst hemma mot Kazakstan.